# پارشال
پارشال شهری در کشور پرتغال است.این شهر در سال ۲۰۱۳ با شهر استومبار پارشال ادغام شد.جمعیت آن در سال ۲۰۱۱ میلادی ۴۰٬۰۱۹ نفر  در مساحت  ۳٫۸۶ کیلومتر مربع بوده است.این شهر در شمال غربی شهر لاگوس واقع شده است.